# Jennifer Falls (Serie de TV)
Jennifer Falls es una serie de comedia estadounidense creada por Matthew Carlson, y protagonizada por Jaime Pressly. La serie se estrenó el 4 de junio del 2014.

## Argumento
Jennifer falls, se centra en Jennifer Doyle, una mujer de negocios de mal genio por lo cual es finalmente despedida de su trabajo y se ve obligada a volver con su madre, trayendo con ella a su hija adolescente. La exmujer de negocios es contratada como camarera en el bar de su hermano y reanuda su relación con los amigos de su juventud.
La comedia está interpretada por Jaime Pressly (Me llamo Earl), Missi Pyle que interpreta a la mejor amiga de la infancia del personaje de Pressly y Jessica Walter (Arrested Development) siendo la madre de Jennifer, una encantadora psicoterapeuta narcisista con problemas de límites.

## Personajes
- Jaime Pressly como Jennifer Doyle
- Jessica Walter como Maggie Doyle
- Missi Pyle como Dina Simac
- Ethan Suplee como Wayne Doyle
- Nora Kirkpatrick como Stephanie Doyle
- Dylan Gelula como Gretchen Doyle